# (2706) Borovský
(2706) Borovský – planetoida z grupy pasa głównego asteroid okrążająca Słońce w ciągu 5 lat i 90 dni w średniej odległości 3,02 j.a. Została odkryta 11 listopada 1980 roku w Obserwatorium Kleť w pobliżu Czeskich Budziejowic przez Zdeňkę Vávrovą. Nazwa planetoidy pochodzi od Karela Borovskýego (1821-1856), czeskiego dziennikarza, satyryka i polityka. Przed nadaniem nazwy planetoida nosiła oznaczenie tymczasowe (2706) 1980 VW.